# Estadio Mogadiscio
El Estadio Mogadiscio (en somalí: Muqdisho Stadium) es un estadio ubicado en la ciudad de Mogadiscio, capital del país africano de Somalia. La instalación fue construida en 1977 durante el gobierno de Mohamed Siad Barre, con la ayuda de ingenieros chinos. 
Además de las habituales actividades deportivas, el estadio se ocupa para la realización de actividades del gobierno y mítines políticos, entre otros eventos. 
Tras el inicio de la guerra civil somalí en la década de 1990, el estadio fue utilizado como base por diversas facciones armadas. Cuando el grupo insurgente Al-Shabaab puso en sitio a gran parte de Mogadiscio y otras zonas del sur en 2008, prohibió la práctica de deportes. En agosto de 1993, durante la Batalla de Mogadiscio, el Ejército Nacional Somalí (SNA) respaldado por tropas de la AMISOM recuperó el control de la capital y del estadio.
En 2013, el recién creado Gobierno Federal de Somalia comenzó la renovación del estadio en conjunto con empresas de ingeniería chinas. En 2015, un nuevo césped artificial ha sido instalado para servir nuevamente como la principal instalación deportiva de la capital y de la Liga de fútbol de Somalia.

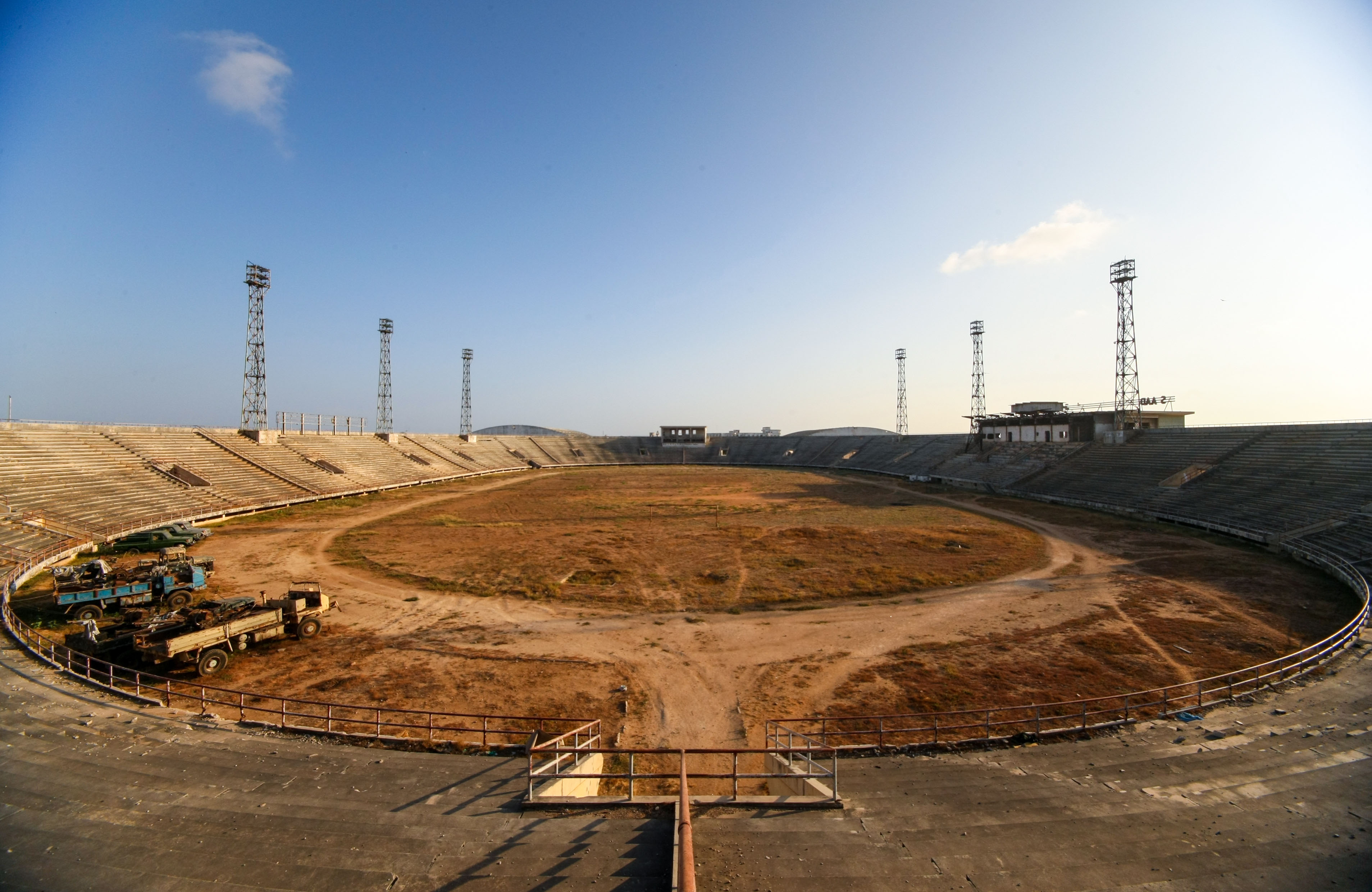
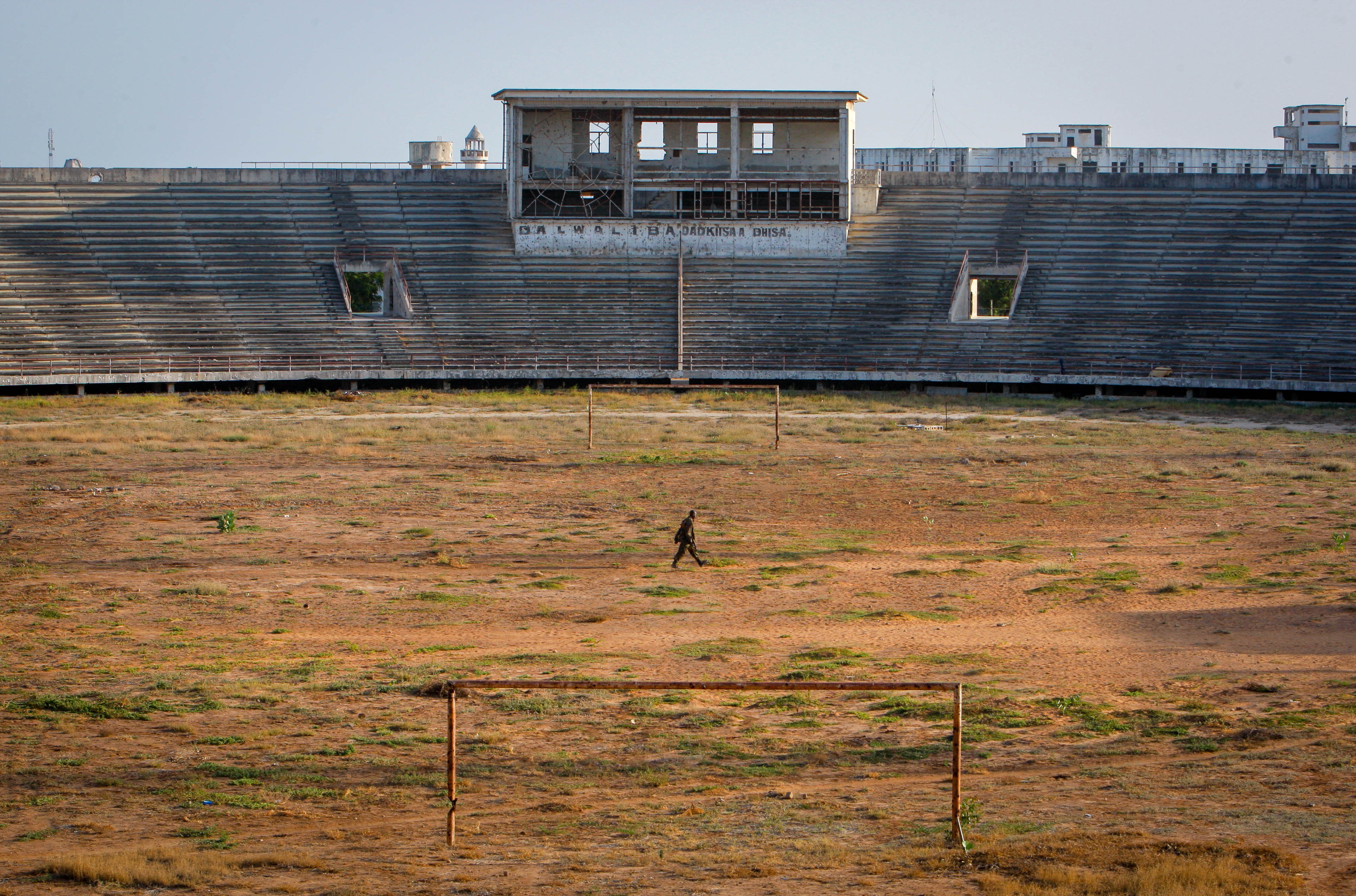